# Apristus actuosus
Apristus actuosus är en skalbaggsart som beskrevs av Thomas Casey. Apristus actuosus ingår i släktet Apristus och familjen jordlöpare. Inga underarter finns listade i Catalogue of Life.